# Thaumatorhynchus brooksi
Genre
Espèce
Thaumatorhynchus brooksi, unique représentant du genre Thaumatorhynchus, est une espèce de sauriens de la famille des Agamidae.

## Répartition
Cette espèce est endémique de Sumatra en Indonésie.

## Étymologie
Cette espèce est nommée en l'honneur de Cecil Joslin Brooks (1875-1953).

## Publication originale
- Parker, 1924 : Description of a new agamid lizard from Sumatra. Annals and Magazine of Natural History, sér. 9, vol. 14, p. 624-625.